# Calstrs
California State Teachers' Retirement System, kallas Calstrs; av organisationen skrivet CalSTRS, är en amerikansk organisation som tillhandahåller och administrerar pensionsfonder för omkring 965 000 medlemmar som arbetar alternativt arbetat som lärare från förskola till community college i delstaten Kalifornien samt deras närmsta familjer. Calstrs förvaltade ett kapital på 257,9 miljarder amerikanska dollar för den 30 september 2020, vilket gör den till USA:s näst största pensionsfond för offentliga anställda samt världens största pensionsfond för lärare.
Organisationen grundades 1913.
För helåret 2019–2020 hade Calstrs en budget på mer än 547 miljoner dollar och en personalstyrka på 1 151 anställda. Deras huvudkontor ligger i West Sacramento.